# 揚克區

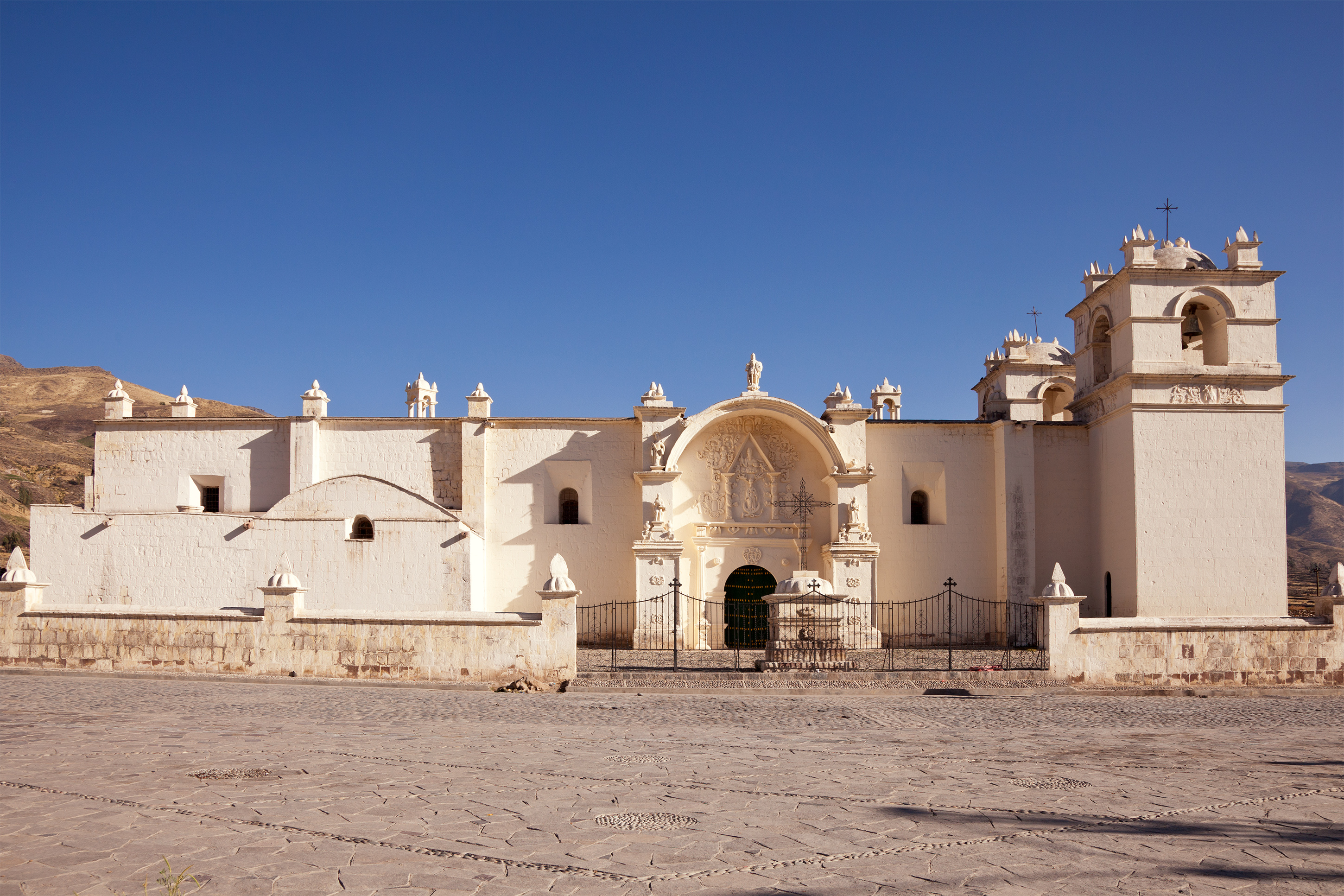

揚克區（西班牙語：Distrito de Yanque），是秘魯的一個區，位於該國南部阿雷基帕大區的卡伊尤馬省，面積1,108.58平方公里，海拔高度3,417米，2005年人口2,479，人口密度每平方公里2.2人。